# Kahrizak
Kahrīzak (farsi کهریزک) è una città dello shahrestān di Rey, circoscrizione di Kahrizak, nella provincia di Teheran in Iran. Aveva, nel 2006, una popolazione di 8.704 abitanti.